# In a Violent Nature
Pour plus de détails, voir Fiche technique et Distribution.
In a Violent Nature est un film canadien réalisé par Chris Nash et sorti en 2024. Décrit comme un slasher ambiant,, le film met en scène un tueur en série muet qui cible un groupe d'adolescents dans la nature sauvage de l'Ontario. La plupart des événements sont observés du point de vue du tueur,.
Le film est présenté en avant-première au festival du film de Sundance 2024. Il sera ensuite diffusé sur la plateforme de streaming Shudder.

## Synopsis
Dans l'Ontario, un tueur zombie s'attaque à des jeunes, en pleine nature.

## Fiche technique
Sauf indication contraire, les informations mentionnées dans cette section peuvent être confirmées par la base de données cinématographiques IMDb,  présente dans la section « Liens externes ».
- Titre original : In a Violent Nature
- Réalisation et scénario : Chris Nash
- Costumes : Melissa Bessey
- Photographie : Pierce Derks
- Montage : Alex Jacobs
- Production : Shannon Hanmer, Peter Kuplowsky,

Producteur délégué : Casey Walker
Producteur associé : Austin Birtch
- Société de production : Shudder Films
- Société de distribution : Shudder Films (États-Unis, vidéo à la demande), IFC Films (États-Unis, cinéma)
- Budget : N/A
- Pays de production :  Canada
- Langue originale : anglais
- Format : couleur
- Genre : horreur (slasher), drame, thriller
- Durée : 94 minutes
- Dates de sortie[5] :
  - États-Unis : 22 janvier 2024 (festival de Sundance)
  - Suisse : 8 juillet 2024 (Festival international du film fantastique de Neuchâtel)

## Distribution
Note : Le doublage français a été réalisé au Portugal, au studio Santa Catarina.
- Ry Barrett : Johnny
- Andrea Pavlovic (VF : Sonia Lisbonne) : Kris
- Cameron Love (VF : Léo Berthe) : Colt
- Reece Presley (VF : Lauren Dupont) : le ranger
- Liam Leone (VF : Arthur Schiling) : Troy
- Charlotte Creaghan (VF : Eva Fornel) : Aurora
- Lea Rose Sebastianis (VF : Iris Beito) : Brodie
- Sam Roulston (VF : Lauren Dupont) : Ehren
- Alexander Oliver (VF : Hueno Marron) : Evan
- Timothy Paul McCarthy (VF : Jean-Denis Monory) : Chuck
- Lauren-Marie Taylor (VF : Sofia Nicholson (pt)) : la femme

## Production
Le tournage devait initialement avoir lieu dans la région de Kawartha Lakes dans le centre de l'Ontario en 2021. Cependant, Chris Nash explique que les lieux ne convenaient finalement pas. Le film est finalement tourné dans le district d'Algoma, près de Sault-Sainte-Marie.

## Sortie et accueil

### Date de sortie
In a Violent Nature est présenté en avant-première au festival de Sundance le 22 janvier 2024 dans la section Midnight. Produit par Shudder Films, le film sera diffusé courant 2024 sur la plateforme de streaming Shudder.

### Critique
Le film reçoit des critiques globalement positives. Sur le site d'agrégation de critiques Rotten Tomatoes, le film obtient 93% d'avis favorables, pour 27 critiques et une note moyenne de 6,5⁄10. Le consensus suivant résumé les avis collectés : « . »
Après sa présentation à Sundance, le film reçoit de nombreuses critiques élogieuses de la part des festivaliers.
Dennis Harvey de Variety écrit notamment « L'approche épurée du film familier a un caractère distinctif impressionnant et plaira à coup sûr aux fans qui sont toujours partants pour un nouveau film slasher - mais qui souhaiteraient que la plupart d'entre eux ne soient pas aussi interchangeables. » Cheryl Eddy de Gizmodo décrit « une expérience artistique fascinante [...] les fans du genre devraient absolument y jeter un coup d'œil. Mais cela peut aussi vous donner envie de regarder un slasher traditionnel - pour quelque chose de plus amusant et divertissant, pouvons-nous plutôt suggérer Le Tueur du vendredi ? »
Michael Gingold du magazine Rue Morgue écrit que le style du film « n'est pas vraiment une réinvention de la forme, mais il crée un type de tension différent et très efficace. » David Ehrlich du site IndieWire lui donne un C et explique que selon lui le film « tire son pouvoir semi-hypnotique de la déconnexion qu'il crée entre le côté cinématographique de « ce » qui se passe et la nonchalance somnambulante avec laquelle tout se déroule. L'effet est intéressant en théorie, mais largement insatisfaisant dans l'exécution. »

## Distinctions
En 2025 la 32e édition du Festival du Film Fantastique de Gérardmer lui a décerné le Grand Prix.

## Commentaire
Plusieurs commentateurs et journalistes voient dans In a Violent Nature du slow cinema, une forme de cinéma minimalisme,. Chris Nash cite comme inspiration stylistique plusieurs films de Gus Van Sant — Gerry (2002), Elephant (2003) et Last Days (2005) — qu'il décrit « plus lent, plus méthodique, plus délibéré et suit les personnages à travers une scène ». Le réalisateur ajoute également l’œuvre de Terrence Malick comme influence.
In a Violent Nature se distingue par ailleurs par ses longues plans statiques et ne comporte aucune partition musicale. Le réalisateur justifie ce choix sonore : « Nous ne voulions pas avoir de bande originale, nous ne voulions pas de partition. Nous voulons simplement laisser la forêt être elle-même et laisser ce ton transporter le public ».